# Sân thượng

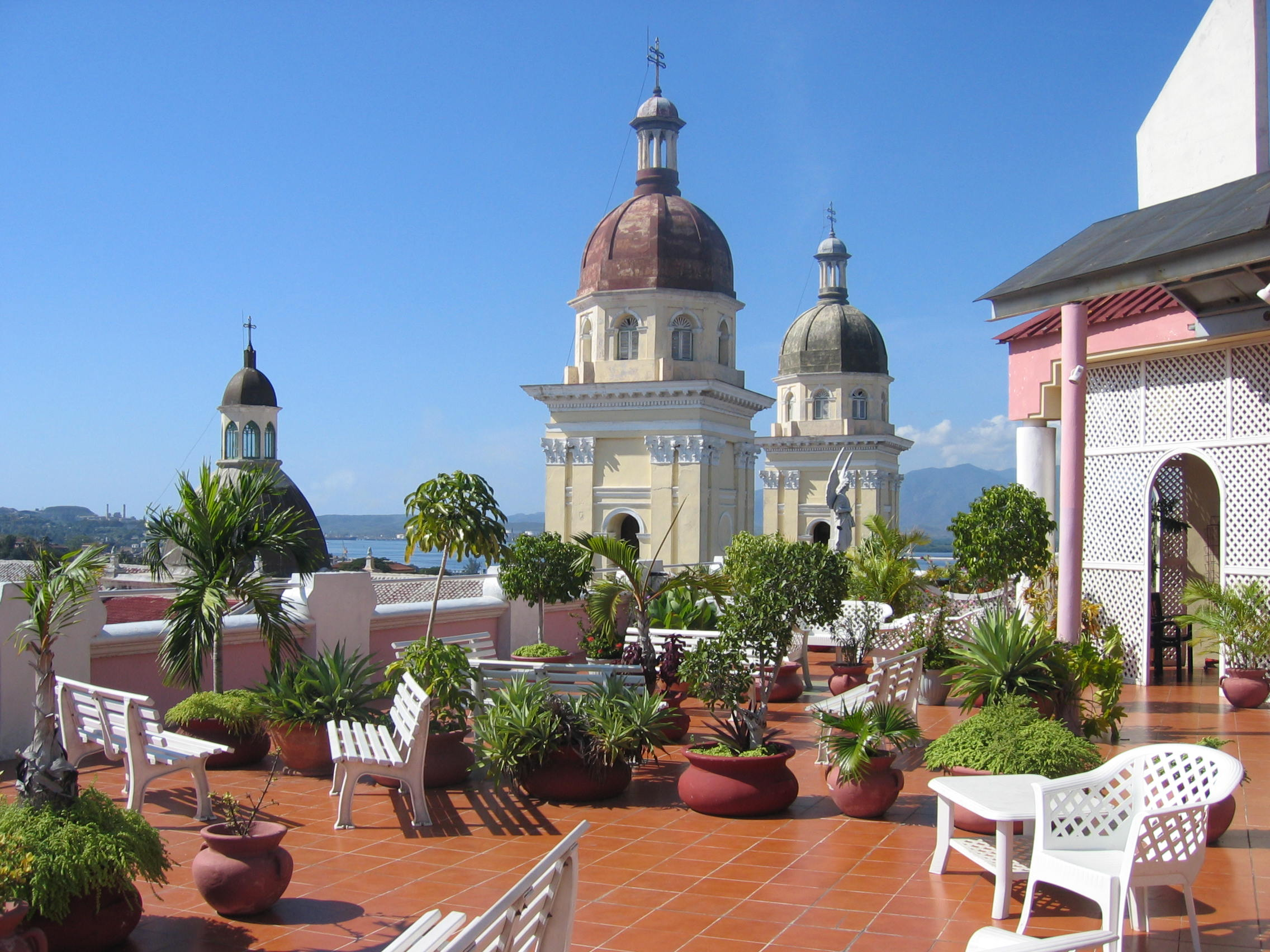
Một sân thượng ở một tòa nhà ở Cuba

Sân thượng là một phần mở rộng ngoài trời trên mái nhà hoặc mái của tầng cao nhất (tầng thượng) của một tòa nhà trên mặt đất. Một sân thượng nói chung sẽ lớn hơn rất nhiều lần so với một ban công và sẽ đón nhận một không gian thông thoáng vì tiếp xúc với bầu trời và thường xuyên đón gió. Sân thượng vốn là nơi chịu ánh nắng gay gắt chiếu trực tiếp cả ngày khi hè đến vì vậy chống nóng và nắng cho không gian này cũng chính là làm mát cho cả tổng thể ngôi nhà, nhất là tầng kế dưới.

## Chức năng
Sân thượng tương đối linh hoạt về chức năng và có thể được sử dụng cho một loạt các hoạt động bao gồm làm vườn, thư giãn, giải trí, tắm nắng, và nướng và bày biện các bữa tiệc. Đôi khi, có một bồn tắm nóng, hoặc một hồ bơi nhỏ cũng có thể được thiết kế trên sân thượng. Cũng có thể có một nhà bếp ngoài trời hoặc các hoạt động nướng thịt nướng (ở phương Tây).
Sân thượng cũng thường được dùng là nơi dùng phơi quần áo hoặc phục vụ với nhiều mục đích sinh hoạt khác nhau. Sân thượng cũng là nơi chứa các đồ dùng sinh hoạt như bồn chứa nước, tẹc nước, bồn nước năng lượng mặt trời, bình móng lạnh, máy lạnh...  Với những gia đình yêu thích khoảng xanh thiên nhiên, muốn tìm một không gian thoáng đãng ngoài trời thì đây lại là nơi lý tưởng để biến thành góc riêng tư hay là nơi quây quần bên gia đình.

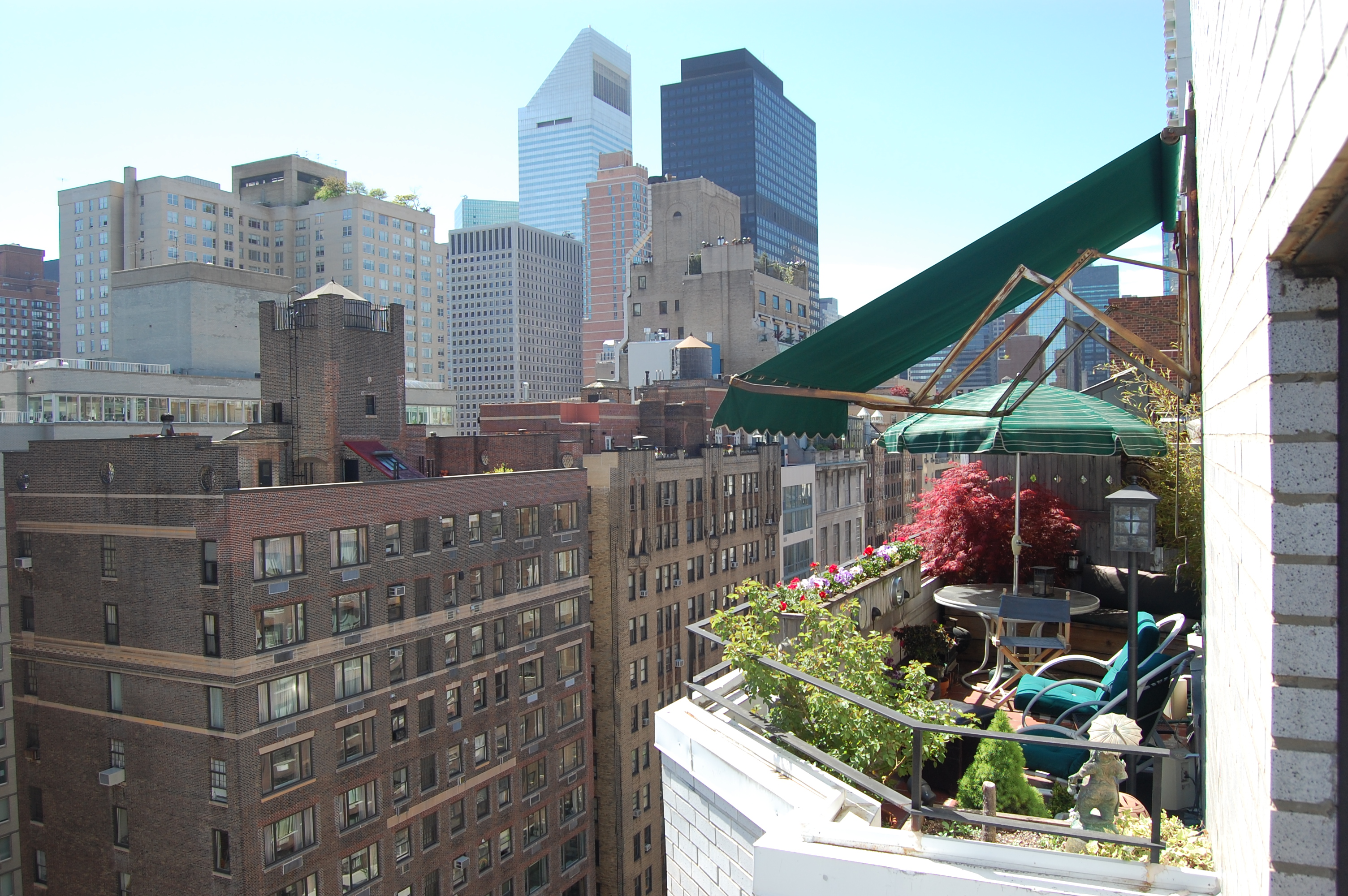
Một sân thượng ở Mỹ

Ngày nay, xu hướng làm vườn nhỏ trên sân thượng cũng là biện pháp chống nóng hiệu quả cho mái bằng. Vườn trên sân thượng nên làm theo kiểu vườn "treo", tức là các phần đổ đất trồng cây hoặc hồ nước không bám trực tiếp lên sàn sân thượng mà được làm cách khoảng với sàn hai lớp, có bố trí thoát nước để chống thấm và xử lý kỹ thuật dễ dàng. Góc sân thượng cũng có thể bố trí gạch thẻ, đổ đất trồng hoa mười giờ hoặc cỏ xanh cùng cây lá sáng làm nền. Kiến trúc sư sẽ giúp bạn tính toán trước khoảng lam để treo vài giỏ hoa. Vườn trên sân thượng đang là xu hướng phổ biến do không gian nhà ống chật hẹp hiện nay khiến mảng xanh ngày càng trở nên hiếm hoi. Tìm kiếm vị trí thích hợp và tạo lập khoảng xanh thư giãn, đặc biệt trên sân thượng là xu hướng nổi bật hiện nay trong nhà phố.